# Vastogirardi

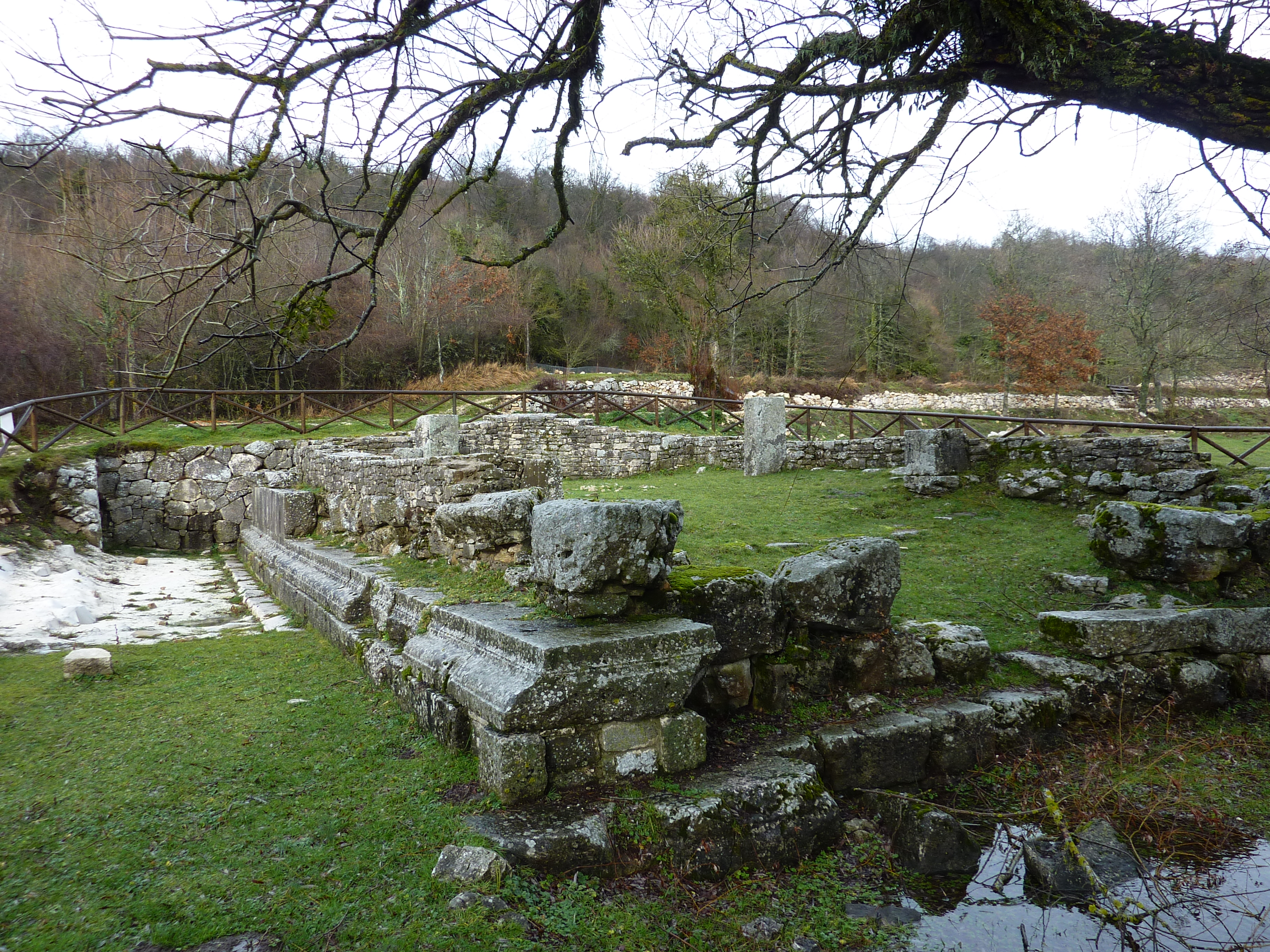
Tempelruine in Vastogirardi

Vastogirardi ist eine italienische Gemeinde (comune) in der Provinz Isernia in der Region Molise und hat 592 Einwohner (Stand 31. Dezember 2023). Die Gemeinde liegt etwa 20 Kilometer nordnordöstlich von Isernia und grenzt unmittelbar an die Provinz L’Aquila.

## Geschichte
Der antike Tempel des Herkules war von überregionaler Bedeutung. Die heutige Ortschaft Vastogirardi entstand allerdings erst zwischen 1100 und 1200.